# Acalolepta ampliata
Acalolepta ampliata là một loài bọ cánh cứng trong họ Cerambycidae.